# Đàn nhị

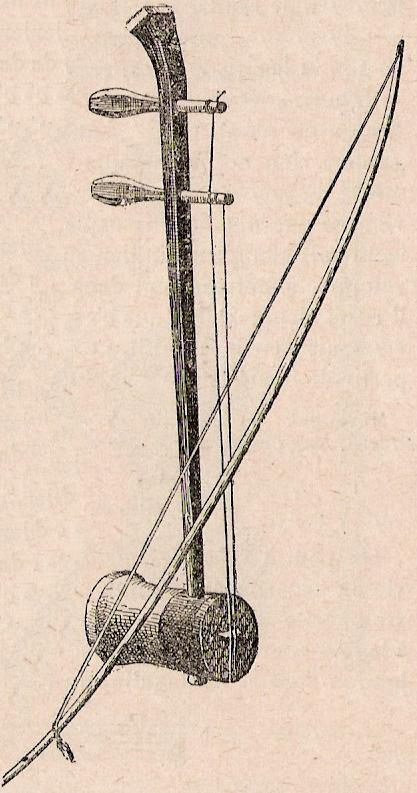
Đàn nhị Trung Quốc

Đàn nhị hoặc Đàn cò là nhạc cụ thuộc bộ dây có cung vĩ, do đàn có 2 dây nên gọi là đàn nhị (tiếng Trung: 二胡; bính âm: èrhú; Hán Việt: nhị hồ), có xuất xứ từ Ấn Độ và vùng Trung Á, được du nhập vào Trung Quốc từ thế kỷ I đến thế kỷ III sau công nguyên từ người Hồ (tên gọi được người Hán dùng để chỉ các dân tộc sinh sống tại vùng giáp giới giữa tây bắc Trung Quốc với các nước Trung Á) trong thời kỳ thịnh đạt của "Con đường tơ lụa", đàn thuộc họ hồ cầm của Trung Quốc. Đàn xuất hiện ở Việt Nam khoảng thế kỷ X. Ngoài người Kinh, nhiều người dân tộc thiểu số trên thế giới cũng sử dụng rộng rãi nhạc cụ này như Thái Lan, Campuchia, Nhật Bản, Hàn Quốc,...
Tuy phổ biến tên gọi "đàn nhị", nhiều dân tộc tại Việt Nam còn gọi đàn bằng tên khác nhau. Người Kinh gọi là líu hay nhị líu (để phân biệt với "nhị chính"), người Mường gọi là "Cò ke", người miền Nam gọi là Đờn cò. Hình dáng, kích cỡ và nguyên liệu làm đàn nhị cũng khác nhau đôi chút tùy theo tộc người sử dụng nó.

## Cấu tạo

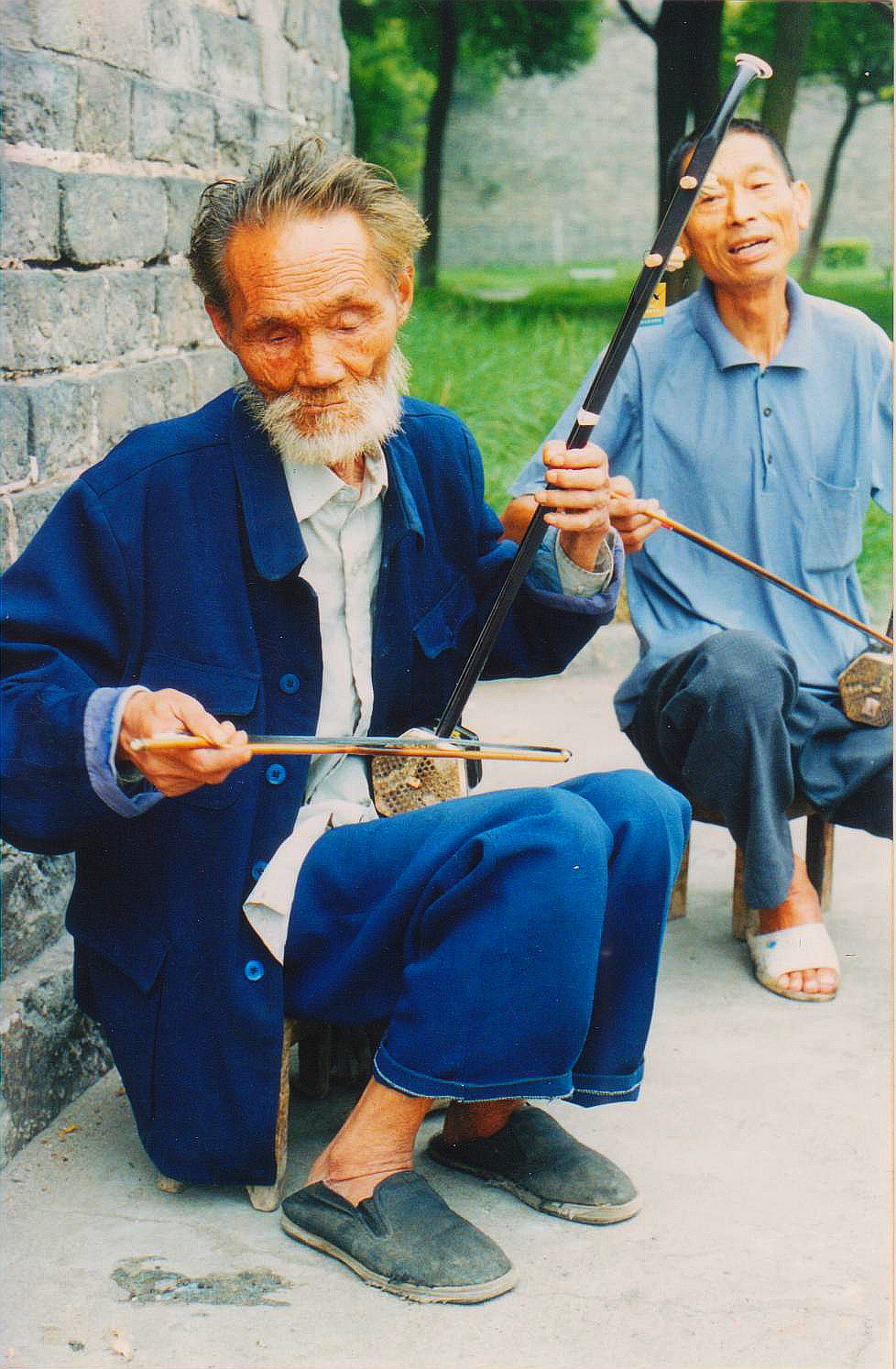
Nghệ sĩ chơi đàn nhị ở Kinh Châu, Hồ Bắc, Trung Quốc, 2006

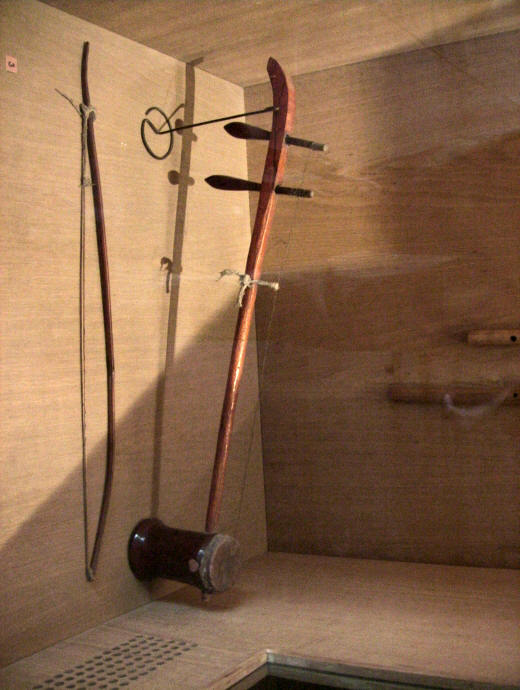
Một cây đàn nhị của người Mường (còn gọi là cò ke)

Loại đàn nhị thông dụng hiện nay có những bộ phận chính như sau:
1. Bát nhị (còn gọi là ống nhị): là bộ phận tăng âm (bầu vang) rỗng ruột, hình hoa muống, làm bằng gỗ cứng. Bát nhị có 2 đầu, đầu này bịt da rắn hay kỳ đà, còn đầu kia không bịt gì cả. Ngựa đàn nằm ở khoảng giữa mặt da. Riêng đàn nhị Trung Quốc, bát nhị có hình bát giác hay hình trụ làm bằng gỗ, xưa là ống tre trụ tròn.
2. Dọc nhị (còn gọi là cần nhị, cán nhị): dáng thẳng đứng, đầu hơi ngả về phía sau, gốc cắm xuyên qua lưng bát nhị, gần phía mặt da.
3. Trục dây: trục trên và trục dưới đều gắn xuyên qua đầu dọc nhị nằm cùng hướng với bát nhị.
4. Dây nhị: Trước đây dây đàn được làm bằng sợi tơ se, ngày nay làm bằng nilon hoặc kim loại. Dây kim loại cho âm thanh chuẩn hơn nhưng không ngọt ngào bằng dây tơ hay dây nilon. Dây đàn chỉnh theo quãng 4 đúng, quãng 5 đúng, quãng 7 thứ... nhưng phổ biến nhất là quãng 5 đúng.
5. Cử nhị (hay khuyết nhị): là một sợi dây tơ se neo 2 dây đàn vào gần sát dọc nhị, nơi dưới hai trục dây. Có khi cử nhị là một khung áo buộc gần sát dọc nhị, hai dây đàn xỏ qua hai lỗ khung này. Cử nhị là bộ phận để điều chỉnh cao độ âm thanh. Nếu bạn kéo cử nhị xuống, 2 dây đàn sẽ ngắt quãng hơn, tạo ra âm thanh cao hơn. nếu bạn đẩy cử nhị lên khi đàn 2 dây sẽ phát ra âm thanh trầm hơn vì quãng dây dài hơn. Tuy nhiên để lên dây đàn người ta còn vặn trục dây nữa.
6. Cung vĩ: làm bằng cành tre, cành mây hay gỗ có mắc lông đuôi ngựa. Những lông đuôi ngựa nằm giữa hai dây đàn để kéo đẩy, cọ xát vào dây đàn tạo ra âm thanh. Do những lông đuôi ngựa mắc liền hai dây đàn nên ta không thể tách rời cung vĩ khỏi thân đàn. Ở Trung Quốc vẫn có một số loại đàn nhị và hồ cầm có cung vĩ rời.

## Tính năng
Đàn nhị có âm vực rộng hơn 2 quãng tám, âm thanh trong sáng, rõ ràng, mềm mại gần với giọng hát cao (giọng kim). Muốn thay đổi âm sắc hoặc giảm độ vang người ta dùng đầu gối trái bịt một phần miệng loa của bát nhị (khi ngồi trên ghế kéo đàn) hay dùng ngón chân cái chạm vào da của bát nhị (khi ngồi trên phản kéo đàn, trên ghế hay các vị trí ngồi khác). Nhờ những cách này âm thanh sẽ xa vẳng, mơ hồ, tối tăm và lạnh lẽo diễn tả tâm trạng thầm kín, buồn phiền,...

## Sử dụng
Đàn nhị giữ vai trò chủ đạo trong Hát Xẩm, là thành viên trong nhạc phường bát âm, dàn nhã nhạc, ban nhạc chầu văn, tài tử và dàn nhạc tổng hợp. Ngày nay thỉnh thoảng nó xuất hiện cả trong dàn nhạc pop, rock hiện đại, C-pop, kinh kịch,... để tăng màu sắc trong cách phối âm.
Bạn dùng tay trái giữ dọc nhị và bấm dây đàn bằng lòng ngón tay hoặc đầu ngón tay, tay phải cầm cung vĩ để kéo đẩy tạo ra âm thanh.
Kỹ thuật đàn khá phong phú, bao gồm từ ngón vuốt, ngón nhấn, ngón láy, ngón chuyền đến cung vĩ liền, cung vĩ ngắt, cung vĩ rời và cung vĩ rung, v.v.

## Nhị chính
Tuy gọi là "nhị chính" nhưng đây là một loại đàn phụ, một biến thể của nhị líu. Nhị chính còn gọi là "nhị một". Nhị chính cùng một hình dạng như nhị líu nhưng cỡ lớn hơn. Nhạc cụ này cũng có hai dây nhưng dây ngoài bằng kim loại, thường là bằng thép, có âm cao. Dây trong bằng tơ có âm trầm. Vì không phải là cây đàn chủ yếu trong bộ dây của dàn nhạc dân tộc nên nhị chính thường dùng để đi bè cho giai điệu chính khi viết hòa thanh hoán vị. Cách định âm khi lên dây đàn của nhị chính giống như nhị líu.
Tầm âm (âm vực) của đàn Nhị

## Tác phẩm tiêu biểu của Đàn Nhị (Việt Nam)
- Bè Xuôi Về Bến - St Thế Dân
- Ước Vọng - St Thế Dân
- Kể Chuyện Ngày Mùa - St Thao Giang
- Dạ Khúc - St Bá Quế

## Tác phẩm tiêu biểu của Đàn Nhị (Trung Quốc)
- Nhớ về Thiểm Bắc
- Trại Mã (赛马)
- Nhị tuyền ánh nguyệt

## Học đàn Nhị chuyên nghiệp tại Việt Nam
- Học viện âm nhạc Quốc gia Việt Nam
- Học viện âm nhạc Huế
- Nhạc viện Thành phố Hồ Chí Minh
- Đại học Văn hóa nghệ thuật Quân Đội
- Các trường Cao đẳng Văn hóa nghệ thuật tại các Tỉnh/ Thành